# Jacky Durand
Jacky Durand (ur. 10 lutego 1967 w Laval, Mayenne) – były francuski kolarz szosowy. Zasłynął z agresywnego stylu jazdy i samotnych ucieczek, które przynosiły mu spektakularne zwycięstwa, jak to w Ronde van Vlaanderen w 1992 roku, po 217-kilometrowej ucieczce.
Durand przeszedł na zawodowstwo w 1990 roku. Dwukrotnie zdobył tytuł mistrza Francji w wyścigu ze startu wspólnego (1993, 1994). W 1998 wygrał klasyk Paryż-Tours, co było wyczynem historycznym, ze względu na fakt, że przez poprzednie 42 lata nie udało się to żadnemu Francuzowi. Brał udział w ośmiu edycjach Tour de France, podczas których wygrał trzy etapy, dwukrotnie został wyróżniony tytułem najwaleczniejszego zawodnika wyścigu, a w 1999 roku był czerwoną latarnią imprezy.
W swojej karierze miał jeden incydent z niedozwolonymi środkami – zaliczył pozytywny test w 1996 roku podczas wyścigu La Côte Picarde, za co został ukarany miesięczną dyskwalifikacją.
Karierę sportową zakończył w 2004 roku. Od tego czasu komentuje kolarstwo dla francuskiego Eurosportu.

## Najważniejsze zwycięstwa i sukcesy
- 1991
  - 1.miejsce w Grand Prix d’Isbergues
  - 3. miejsce na 11. etapie Giro d’Italia
- 1992
  - 1. miejsce w Ronde van Vlaanderen
- 1993
  -  Mistrzostwo Francji w wyścigu ze startu wspólnego
- 1994
  - 1. miejsce na 2. i 4. etapie Tour du Limousin
  -  Mistrzostwo Francji w wyścigu ze startu wspólnego
  - 1. miejsce na 10. etapie Tour de France
- 1995
  - 1. miejsce na 4. etapie Grand Prix du Midi Libre
  - 3. miejsce w Tour de Picardie
  - 1. miejsce na prologu Tour de France
    -  2 dni w maillot jaune
- 1996
  - 2. miejsce w Tour de Normandie
  - 2. miejsce w Tour du Poitou-Charentes
- 1998
  - 1. miejsce w Paryż-Tours
  - 1. miejsce na 7. etapie Tour de Pologne
  - 1. miejsce na 2. etapie Tour de Luxembourg
  - 1. miejsce na 8. etapie Tour de France
    -  tytuł najwaleczniejszego zawodnika wyścigu

  - 3. miejsce w Tour du Limousin
- 1999
  - 1. miejsce w Ronde d'Aix-en-Provence
  - 1. miejsce na 6. etapie Paryż-Nicea
  -  tytuł najwaleczniejszego zawodnika Tour de France
- 2000
  - 3. miejsce na 18. etapie Tour de France
- 2001
  - 1. miejsce w Tro-Bro Léon
  - 2. miejsce w Circuit Franco-Belge
- 2002
  - 2. miejsce w Tour de Picardie
  - 1. miejsce na 1. etapie Critérium du Dauphiné Libéré
  - 2. miejsce w Paryż-Tours